# Stanley's Girlfriend

Stanley's Girlfriend est un court métrage américain réalisé par Monte Hellman, sorti en 2006.

## Synopsis
1957. Un scénariste à Hollywood, Leo, et un réalisateur prometteur, Stanley, se lient d'amitié autour d'un jeu d'échecs.
Une amitié que rien ne pourra détruire les unit, mais Stanley rencontre la jolie et maléfique Nina dont Léo tombe également amoureux.

## Stanley Kubrick
L'histoire fait un parallèle précis avec la vie privée de Stanley Kubrick à l'époque où il était marié à la jolie brune Ruth Sobotka (brève apparition caméo dans le film Le Baiser du tueur) et dont il divorcera deux ans plus tard.